# Kreuzbergsattel (Karinthië)
De Kreuzbergsattel is een 1077 meter hoge bergpas in de Oostenrijkse deelstaat Karinthië. De pas is gelegen in de Gailtaler Alpen en vormt een verbinding tussen Hermagor-Presegger See en Greifenburg. De pas is bovendien bereikbaar vanuit Paternion via de Weissensee.
Ter onderscheiding van de Kreuzbergpas in Zuid-Tirol (in het Duits Kreuzbergpass of Kreuzbergsattel of ook wel Sextener Kreuzberg genoemd), die ongeveer zestig kilometer westelijker ligt, wordt de Oostenrijkse bergpas ook wel Kärtner Kreuzberg genoemd.
Arlberg · Bielerhöhe · Brenner · Fern · Flexen · Gerlos · Großglockner · Hahntennjoch · Katschberg · Kühtai · Pfitscherjoch · Plöcken · Radstädter Tauern · Reschen · Seefeld · Sölk · Staller Sattel · Timmelsjoch · Triebener Tauern · Turracherhöhe · Zeinis